# Aspernstraße metróállomás

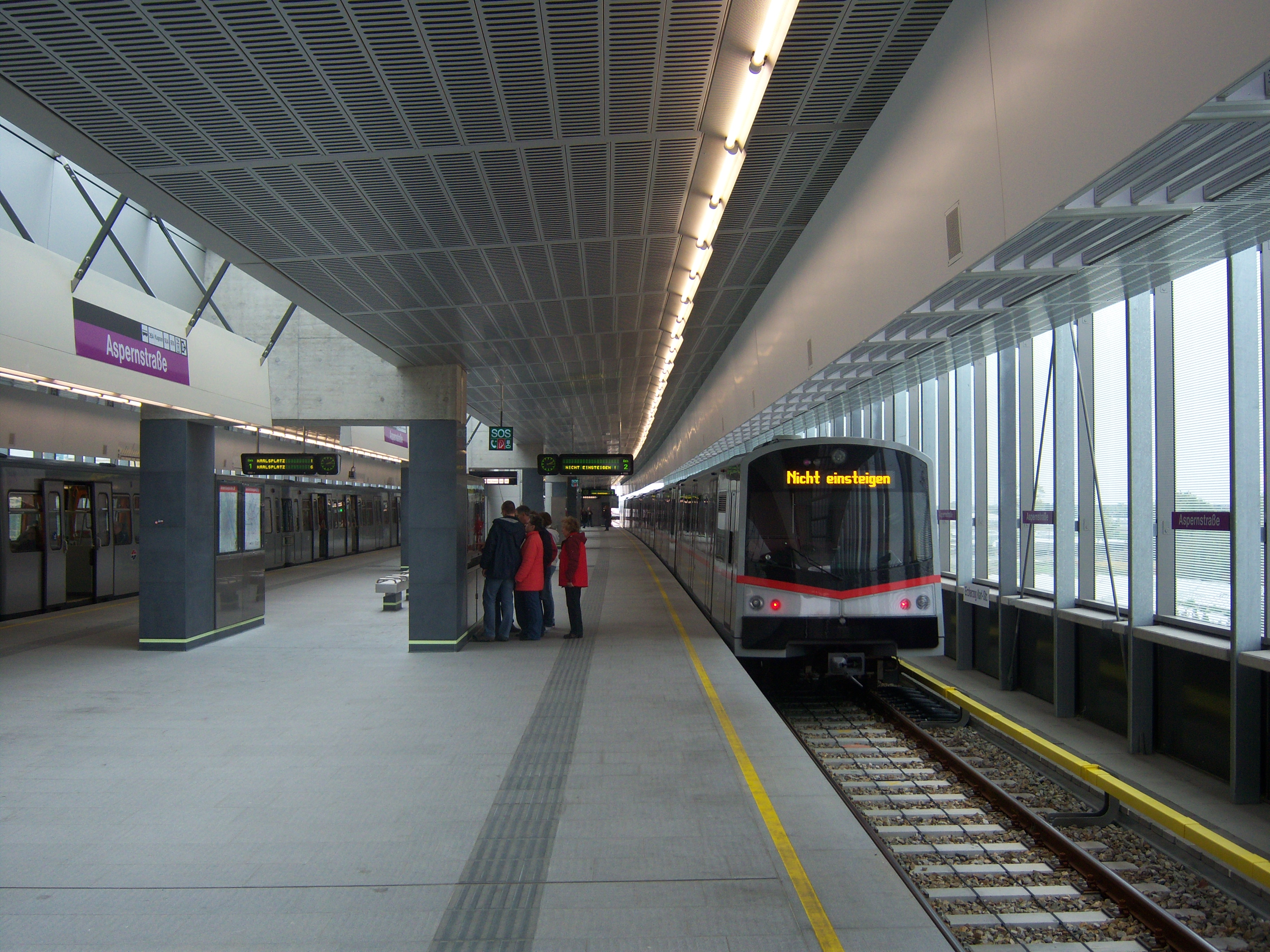
Az állomás belső kinézete

A bécsi Aspernstraße metróállomás az U2-es metró egyik megállója Donauspital és Hausfeldstraße között, a Duna bal párján. Az állomás Bécs 22. kerületében, Donaustadtban épült. Kinézete a 2-es metró Krieau és Seestadt között lévő megállóival egységes. Ez az állomás 2010-ben lett átadva, amikor az U2-t idáig hosszabbították meg. Az állomás 2013-ig a 2-es metró végállomásaként szolgált, 2013. október 5. óta a metró Seestadt megállóig közlekedik.

## Jellemzői
Az állomás a föld szintjétől magasabban épült, kétvágányos, középperonos kialakítású. Mivel ez az állomás 2013-ig végállomásként működött, a vonatok félreállítására és megfordítására lehetőség van. Kihúzóvágányok az állomástól északra, Hausfeldstraße felé vannak, melyet úgy építettek, hogy a metró gond nélkül továbbhosszabbítható legyen. Az állomás kinézete a 2-es metró Krieau és Seestadt közötti lévő megállóival egységes, melyben többnyire a fehér szín dominál. A perontető a peron teljes hosszát és a vágányokat is lefedi. Rajta nagyméretű üvegtáblák vannak. Az oldalsó falak üveggel vannak lezárva a külvilágtól, így csak a sínek irányába nyitott az állomás.

## Átszállási kapcsolatok
| U2 (Schottentor ↔ Seestadt) |                              |                         |
| Állomás                     | Átszállási kapcsolatok       | Fontosabb létesítmények |
| Aspernstraße                | 22A, 26A, 84A, 93A, 97A, 98A |                         |

## Galéria

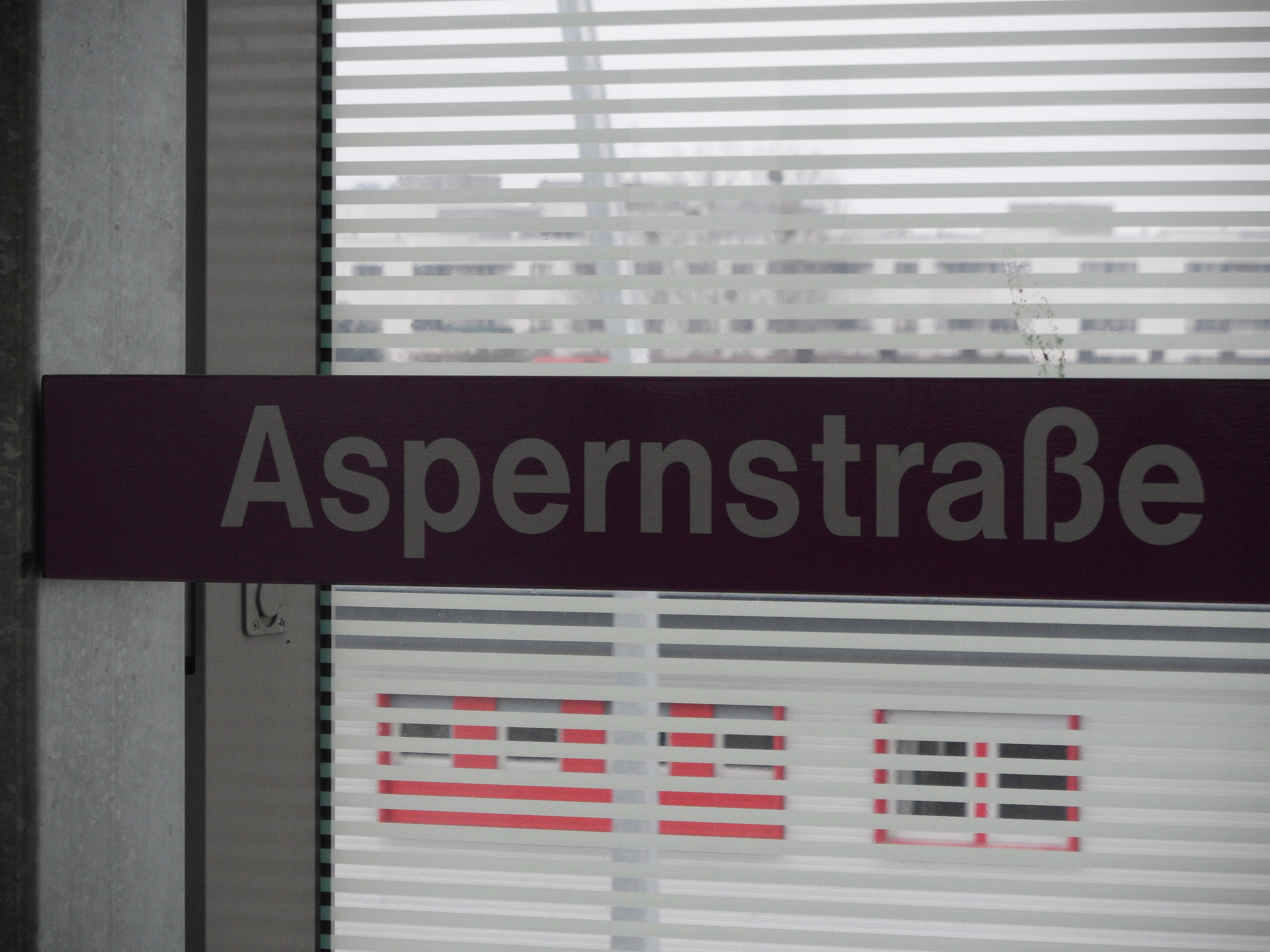
Megállónévtábla
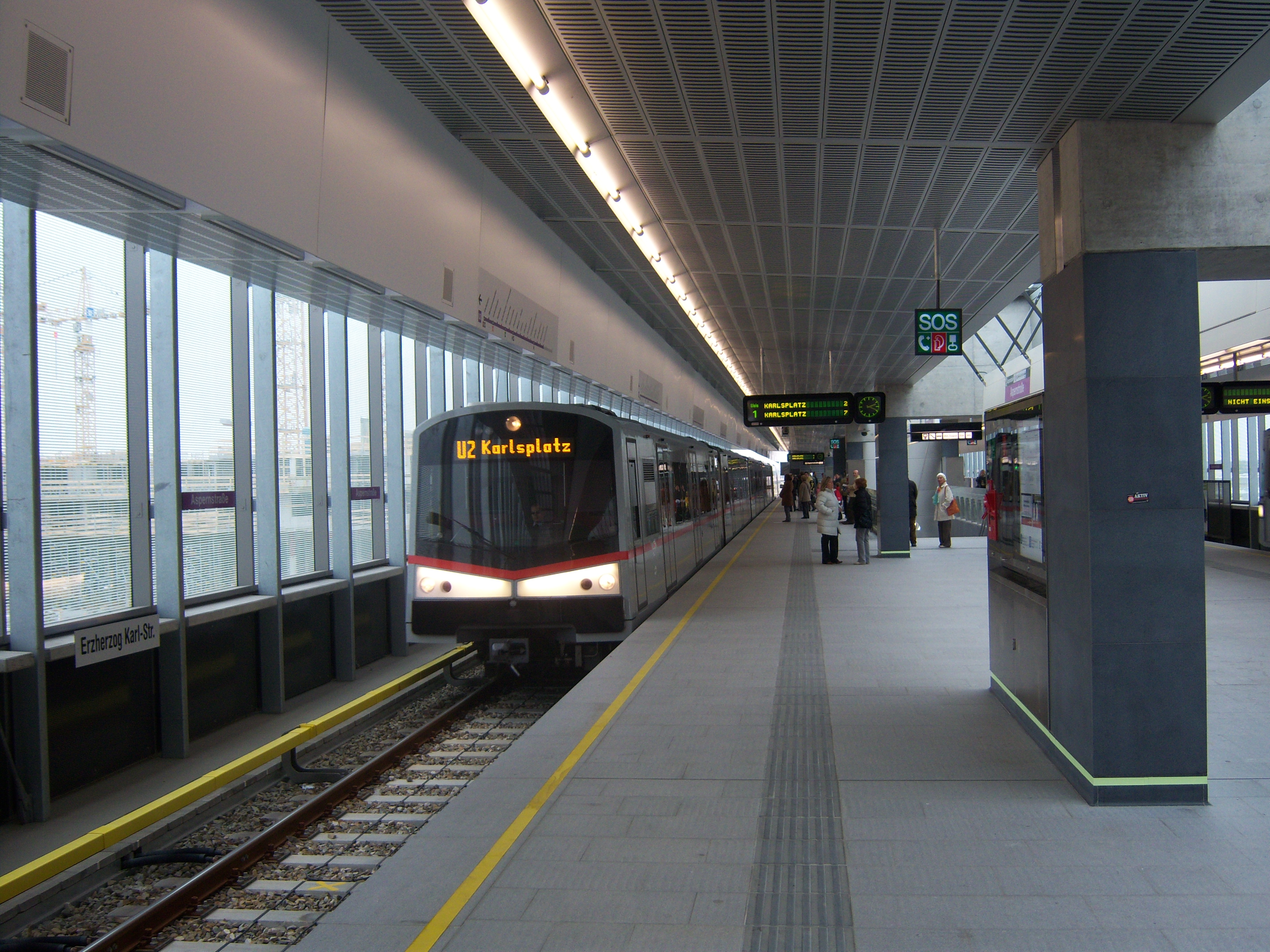
V típusú metrószerelvény
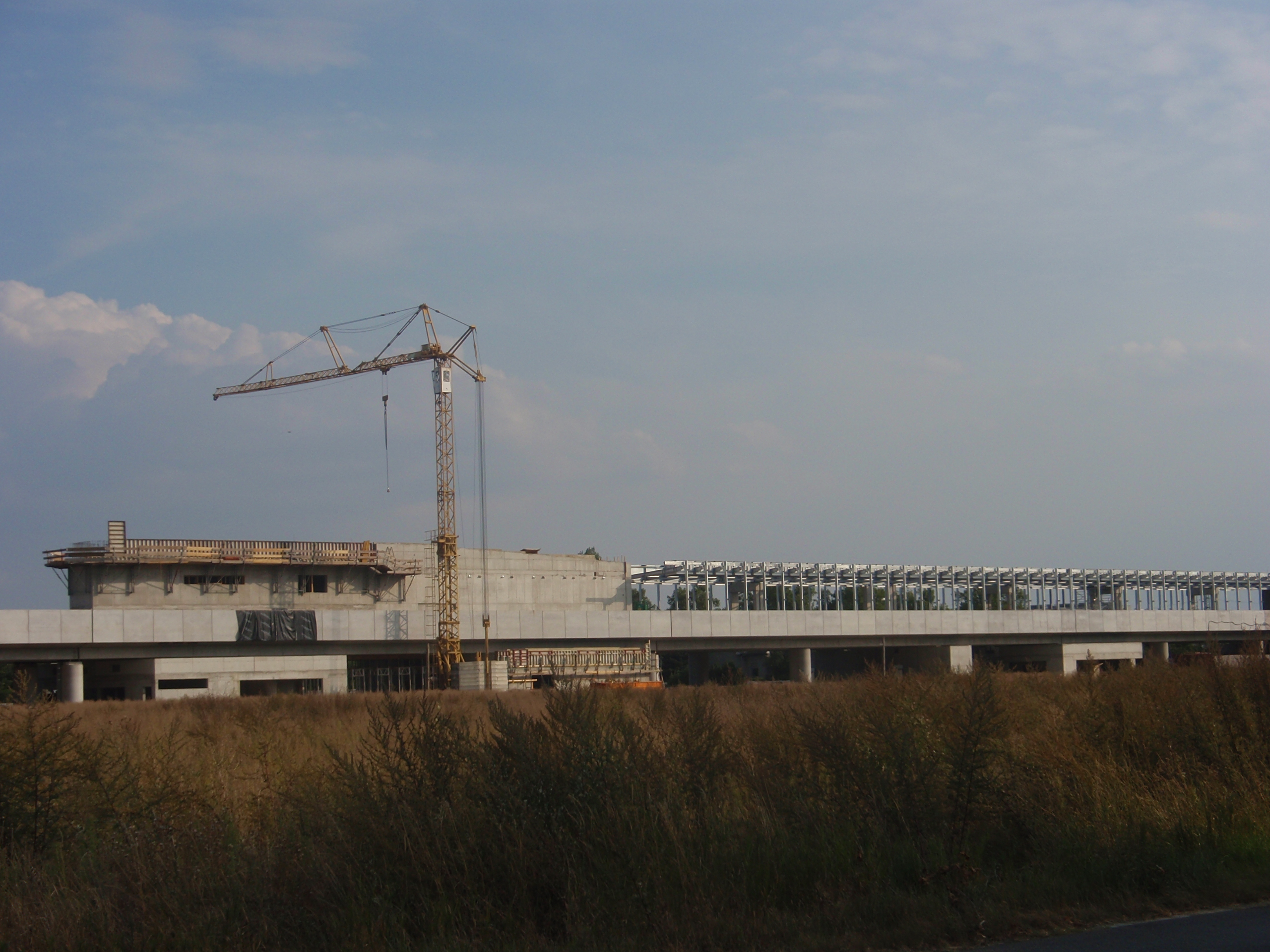
Az állomás építése
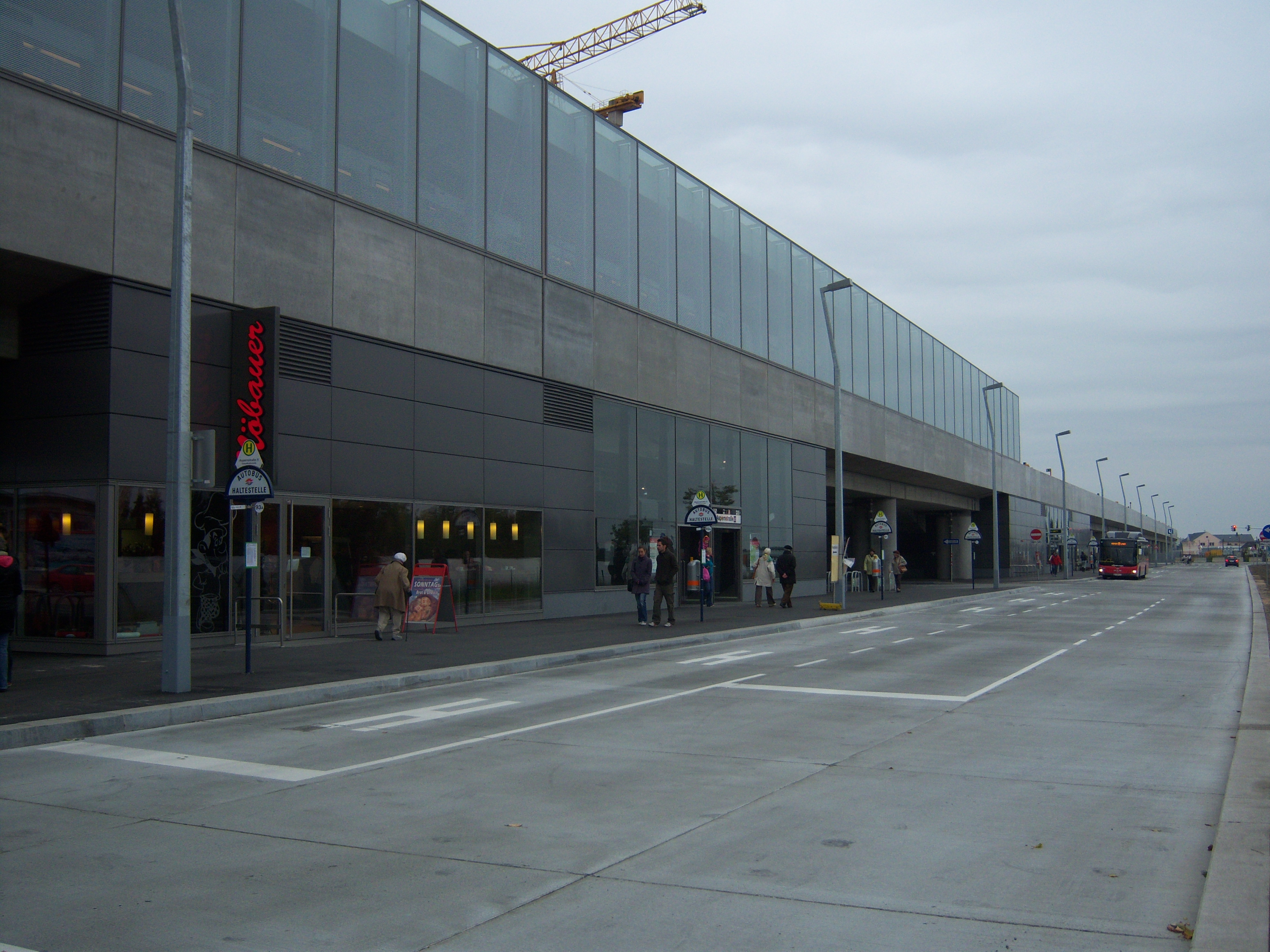
Az állomás kívülről

## Fordítás
- Ez a szócikk részben vagy egészben  az   U-Bahn-Station Aspernstraße című német Wikipédia-szócikk fordításán alapul.  Az eredeti cikk szerkesztőit annak laptörténete sorolja fel. Ez a jelzés csupán a megfogalmazás eredetét és a szerzői jogokat jelzi, nem szolgál a cikkben szereplő információk forrásmegjelöléseként.